# کیلر (کالیفرنیا)
کیلر (به انگلیسی: Keeler) یک منطقهٔ مسکونی در ایالات متحده آمریکا است که در شهرستان اینیو، کالیفرنیا واقع شده‌است. کیلر ۳٫۳۷۳ کیلومتر مربع مساحت و ۶۶ نفر جمعیت دارد و ۱٬۰۹۸ متر بالاتر از سطح دریا واقع شده‌است.